# 世間
世間（）とは、インド発祥の宗教における用語であり、出世間（）とあわせてこの世を二分して見る言葉である。移り変り、破壊を免れない迷いの世界という意味である。
さらに、日本ではこの用語は一般名化して、「この世」「世の中」「社会」のことを表す用語として使われている。転じて歴史学者の阿部謹也は、日本社会が英単語「society」の訳語としての「社会」に当てはまらない性質があるとして、旧来の「世間」の呼称を採用し、西欧的「社会」との比較研究としての「世間論」を展開した。また、「世間」と書いて「よのなか」と読むこともある。

## 世間と出世間
移ろいゆく世界（世間）の法則に流れしたがうことを世間法（、略して世法 - せほう, loka dhammā）という。これに対して、仏は世間から出でた存在であることから、仏の教え（すなわち仏法, ダルマ）を、出世間法、あるいは如来法（）などという。

### 八つの世間法
世間は、八つの世間法が支配する世界であると説かれている。

Aṭṭhime bhikkhave, loka dhammā lokaṃ anuparivattanti, loko ca aṭṭhalokadhamme anuparivattati. Katame aṭṭha:

Lābho  ca alābho ca ayaso ca yaso ca nindā ca pasaṃsā ca sukhaṃ ca dukkhaṃ ca 
比丘たちよ、八つの世間法は世間に従い、世間は八つの世間法に従う。
	
その八つは何か？

利得、不利得、名誉、不名誉、非難、賞賛、楽、苦である。
—パーリ仏典, 増支部 8.1.1.5,Paṭhamalokadhamma suttaṃ, Sri Lanka Tripitaka Project
これは八つの出世間法、すなわち八正道（正見、正思惟、正語、正業、正命、正精進、正念、正定）と対比される。

### 出世間
大乗仏教が後世にさらに発展すると、この娑婆における苦の多い現実世界の中で仏法を活かすということから、世法を完全否定せず、世間の法則を肯定的に捉えるようになった。またこれは、世間法即如来法（世法即仏法）と対立する2つの概念を不二法門として説かれるようになった。

## 三世間など
世間は仏教の古典的な各論者によって2種類または3種類あるいは6種類に分けて説かれた。2種類に分けたのは、有情世間と器世間を説いた倶舎論第八など、あるいは非学世間と学者世間を説いた因明入正理論疏巻中本がある。3種類に分けたのは、五陰世間、衆生世間、国土世間を説いた大智度論第七十など、あるいは器世間、智正覚世間、衆生世間を挙げた華厳経孔目章第三などがある。また大般涅槃経疏第十八では五陰世間、五欲世間、国土世間、衆生世間および仏などの6種類を挙げた。
大智度論では、以下の名称で説かれている。
1. 仮名世間（）とは、衆生世間ともいい、生命のあるもの
2. 国土世間（）とは、山河大地など
3. 五蘊世間（）とは、人間を構成し、世界を構成している構成要素をいう。

華厳経疏では、以下の3種類を立てるが、3つめは大智度論とは異なる。
1. 衆生世間（）、智度論の仮名世間と同じ
2. 器世間（）、智度論の国土世間と同じ
3. 智正覚世間（）、仏の世界

なお、サーンキヤ学派では、以下の3種類を立てる。
1. 天上
2. 人間
3. 獣道

## 三界
三界の項を参照。
なお、大乗仏教では、この三界を離れ、さらにその上に声聞、縁覚や菩薩、そして仏国土や浄土があると位置付ける。また天台宗などでは、迷悟両界をあわせて十界があるとする。

## 文学における世間
世間・世の中を意味する言葉として『万葉集』では「うつせみ（現身）」「よのなか（世間）」の用例が見られ、「世間」の用例は45首（作者・年代が確定可能なものは35首）が見られる。